# Simfonia núm. 2 (Rakhmàninov)
La Simfonia núm. 2 en mi menor, Op. 27 de Serguei Rakhmàninov va ser composta entre 1906 i 1907. L'estrena va ser dirigida pel mateix compositor a Sant Petersburg el 8 de febrer de 1908. Té una durada aproximada de 60 minuts si s'interpreta sense talls: les interpretacions amb talls solen durar uns 40 minuts.
La partitura està dedicada al compositor, professor, teòric i crític Serguei Tanéiev, pupil de Piotr Ilitx Txaikovski.

## Història
En l'època que va compondre la seua simfonia núm. 2 en mi menor, Serguei Rakhmàninov havia gaudit de dues exitoses temporades com a director d'orquestra de la Companyia Imperial d'Òpera del Teatre Bolxoi de Moscou. Rakhmàninov es considerava a si mateix principalment i essencialment un compositor i creia que el temps dedicat a la direcció orquestral li llevava temps per a la tasca creativa. Llavors es va traslladar amb la seua muller i la seua petita filla a Dresden, Alemanya, amb l'objectiu de gaudir de més temps per a compondre i fugir del tumult polític que estava portant a Rússia cap a la revolució. La família va romandre a Dresden durant tres anys, passant els estius a la vil·la dels sogres de Rakhmàninov, anomenada Ivanovka. Va ser aquesta l'època en què Rakhmàninov va compondre la Segona Simfonia, així com el poema simfònic L'illa dels morts.
Per altra banda, Serguei Rakhmàninov no estava del tot convençut de ser un simfonista dotat. En l'estrena, la seua Primera Simfonia, dirigida per Aleksandr Glazunov l'any 1897, va ser considerada un complet desastre. Les crítiques van ser tan devastadores que van portar el jove compositor a la depressió. Fins i tot després de l'èxit del seu Concert per a piano núm. 2 (1904), que va guanyar el Premi Glinka i 1.000 rubles, Rakhmàninov encara desconfiava de la seua capacitat. Va quedar molt descontent amb el primer esbós de la seua Segona Simfonia, però després de mesos de treball de revisió, va concloure-la i va dirigir-ne l'estrena l'any 1908, amb un èxit tan gran que li va fer guanyar un altre Premi Glinka deu mesos més tard. El triomf li va fer recuperar la seua autoestima com a simfonista.

### Revisions
A causa de la seva gran durada, la Simfonia núm. 2 ha estat sotmesa a moltes revisions, particularment en els anys 1940 i en els anys 1950, que redueixen l'obra dels 60 minuts originals a prop de 35 minuts. No obstant això, avui dia l'obra se sol interpretar en la seua versió original, tot i que de vegades s'omet una repetició en el primer moviment.
El manuscrit és custòdiat a la "Tabor Foundation" i es troba en préstec permanent a la British Library.

## Música

### Orquestració
La simfonia està orquestrada per a gran orquestra amb 3 flautes (la tercera doblada amb piccolo), 3 oboès (el tercer doblat amb corn anglès), 2 clarinets i clarinet baix, 2 fagots, 4 trompes, 3 trompetes, 3 trombons, tuba, caixa, bombo, timbals, plats, glockenspiel i instruments de corda

### Moviments
La simfonia comprèn quatre moviments:
1. Largo - Allegro moderato
2. Allegro molto
3. Adagio
4. Allegro vivace

Consisteix en una seqüència dramàtica que ha estat identificada amb la tradició simfònica russa. Aquesta tradició, establerta pels predecessors romàntics de Rakhmàninov, posa èmfasi en un motiu i en un flux melòdic infinit.

#### Primer moviment
El primer moviment és melancòlic i misteriós; dramàticament intens amb alternança entre el conflicte tempestuós i la serena contemplació. Els violoncels i contrabaixos introdueixen el motiu melòdic en la pesant i densa textura del Largo, en una habitual i llarga introducció del primer tema. En l'Allegro moderato Rakhmàninov conclou el moviment en forma sonata, amb un desenvolupament que evoca el Largo abans d'atènyer el clímax en dues ocasions. Cap al final del moviment emergeix altre tema, es tracta d'un motiu en sol major, conduït principalment per la corda. El moviment conclou amb el mateix tema del Largo en una moderada coda, que tot i gaudir del mateix tempo i energia que el desenvolupament és més lleugera i de curta durada.

#### Segon moviment
En l'estructura de la tradicional simfonia romàntica russa, l'scherzo precedeix el moviment lent (per exemple en Aleksandr Borodín i Mili Balakirev). L'scherzo de Rakhmàninov és vigorós fins al punt de l'abandó. El primer tema és introduït principalment per les trompes. Hi ha un segon tema que es relaciona amb el primer, convertint-se en el motiu "motto" de l'obra completa. La secció de metall al final del scherzo és atemoridora i deriva en el Dies irae, un Cant Gregorià sobre la mort que pot sentir-se en moltes obres de Rakhmàninov i que va exercir una gran influència sobre la seua vida creativa (per exemple L'illa dels morts i la Rapsòdia sobre un tema de Paganini.) El tema de la secció de metall s'escolta de nou en la cadència del moviment final.

#### Tercer moviment
Aquest tema, de nou relacionat amb el motiu de l'obra, se sent inicialment en el primer violí en una melodia extremadament romàntica, amb l'unic eco del clarinet i de la secció dels oboès. La simfonia ateny el seu clímax emocional en aquest moviment, després d'uns fragment en forma d'interludi a càrrec del corn anglès i del violí sol, seguits per un reverie del clarinet que és una reminiscència del primer moviment, desenvolupant després el "motto" principal. Aquest desenvolupament es considera complementari de la introducció Largo del primer moviment. Al final de l'Adagio, se sent el motiu en la seua forma original que el lliga de nou amb el primer moviment; de fet aquest es considera l'apte final de la secció Largo del primer moviment.

#### Quart moviment
En la traducció simfònica russa, els motius i temes dels moviments precedents se sumen en el finale. El moviment final és ampli i arrasador, construït en forma sonata, assumint-hi l'essència de l'obra. Hi conté diverses idees: el tema inicial en triplet, la melodia en forma de marxa i el retorn la melodia de les cordes del tercer moviment.

## Enregistraments selectes
- Nikolai Sokoloff dirigint l'Orquestra de Cleveland, 1928, Cleveland Orchestra, (amb talls, mono) (l'enregistrament de l'estrena)
- Nikolai Golovanov dirigint l'Orquestra Simfònica de la Ràdio de Moscou, 1945, Boheme/Melodiya (amb talls, mono)
- Dmitri Mitropoulos dirigint l'Orquestra Simfònica de Minneapolis, 1947, Lys (amb talls, mono)
- Kurt Sanderling dirigint l'Orquestra Filharmònica de Leningrad, 1956, Deutsche Grammophon (amb talls, mono)
- Eugene Ormandy dirigint l'Orquestra de Filadèlfia, 1959, Sony (amb talls)
- André Previn dirigint l'Orquestra Simfònica de Londres, 1973, EMI (sense talls)
- Eugene Ormandy dirigint l'Orquestra de Filadèlfia, 1973, RCA (sense talls)
- Iuri Temirkànov dirigint la Royal Philharmonic Orchestra, 1978, EMI (sense talls)
- Vladímir Aixkenazi dirigint l'Orquestra del Concertgebouw, 1980s, Decca (sense talls)
- Dmitri Kitaenko dirigint l'Orquestra Filharmònica de Moscou, 1985, Melodiya (sense talls, eliminada repetició en el primer moviment)
- Evgeny Svetlanov dirigint l'Orquestra Simfònica Acadèmica de la Federació Russa, 1985, En viu, Scribendum, (sense talls)
- Mikhail Pletnev dirigint l'Orquestra Nacional Russa, 1993, Deutsche Grammophon, (sense talls)
- Mariss Jansons dirigint l'Orquestra Filharmònica de Sant Petersburg, 1994, EMI (sense talls)